# Liste der Baudenkmale in Mönchgut (Gemeinde)
In der Liste der Baudenkmale in Mönchgut sind alle Baudenkmale der Gemeinde Mönchgut (Landkreis Vorpommern-Rügen) und ihrer Ortsteile aufgelistet. Grundlage ist die Veröffentlichung der Denkmalliste des Landkreises Vorpommern-Rügen, Auszug aus der Kreisdenkmalliste vom Juli 2012 und August 2015.

## Legende
In den Spalten befinden sich folgende Informationen:
- ID-Nr: Die Nummer wird von den Denkmalämtern der Landkreise vergeben. Wenn sie nicht bekannt ist, bleibt die Spalte leer. In dieser Spalte kann sich zusätzlich das Wort Wikidata befinden, der entsprechende Link führt zu Angaben zu diesem Denkmal bei Wikidata.
- Lage: die Adresse des Denkmales und die geographischen Koordinaten.
Link zu einem Kartenansichtstool, um Koordinaten zu setzen. In der Kartenansicht sind Denkmale ohne Koordinaten mit einem roten bzw. orangen Marker dargestellt und können in der Karte gesetzt werden. Denkmale ohne Bild sind mit einem blauen bzw. roten Marker gekennzeichnet, Denkmale mit Bild mit einem grünen bzw. orangen Marker.
- Bezeichnung: Bezeichnung, so wie sie in den offiziellen Listen der Denkmalämter steht. Ein Link hinter der Bezeichnung führt zum Wikipedia-Artikel über das Denkmal. Wenn die Bezeichnung der Denkmalämter inhaltlich fehlerhaft ist, ist in der Spalte „Beschreibung“ darauf hinzuweisen.
- Beschreibung: Beschreibung des Denkmales
- Bild: ein Bild des Denkmales und gegebenenfalls einen Link zu weiteren Fotos des Denkmals im Medienarchiv Wikimedia Commons

## Alt Reddevitz
| ID          | Lage                           | Bezeichnung          | Beschreibung | Bild           |
| ----------- | ------------------------------ | -------------------- | ------------ | -------------- |
| 16 Wikidata | Alt Reddevitz 6, 6a (Karte)    | Wohnhaus (Bauernhof) |              | Weitere Bilder |
| 16 Wikidata | Alt Reddevitz 6, 6a (Karte)    | Stall (Bauernhof)    |              | Weitere Bilder |
| 17          | Alt Reddevitz 22 (Karte)       | Stall                |              | Weitere Bilder |
| 17 Wikidata | Alt Reddevitz 22 (Karte)       | Bauernhof            |              | Weitere Bilder |
| 17          | Alt Reddevitz 22 (Karte)       | Wohnhaus (Bauernhof) |              | Weitere Bilder |
| 17          | Alt Reddevitz 22a, 22b (Karte) | Scheune (Bauernhof)  |              | Weitere Bilder |
| 18          | Alt Reddevitz 23a (Karte)      | Scheune              |              | Scheune        |
| 19 Wikidata | Alt Reddevitz 27 (Karte)       | Schule               |              | Weitere Bilder |
| 21          | Alt Reddevitz 46 (Karte)       | Scheune              |              |                |

## Gager
| ID    | Lage                        | Bezeichnung                                                       | Beschreibung | Bild                                                              |
| ----- | --------------------------- | ----------------------------------------------------------------- | ------------ | ----------------------------------------------------------------- |
| 00224 | Boddenstraße 1a (Karte)     | Grundschule                                                       |              | Grundschule                                                       |
| 00225 | Gager, Zum Höft 27 (Karte)  | Wohnhaus                                                          |              | Wohnhaus                                                          |
| 00226 | Gager, Zum Höft 45a (Karte) | Wohnhaus und Bauernhof (Stall und Scheune gestrichen am 21.05.04) |              | Wohnhaus und Bauernhof (Stall und Scheune gestrichen am 21.05.04) |
| 00227 | Gager, Zum Höft 51 (Karte)  | Häuslerei                                                         |              | Häuslerei                                                         |

## Groß Zicker
| ID             | Lage                                  | Bezeichnung                         | Beschreibung | Bild           |
| -------------- | ------------------------------------- | ----------------------------------- | ------------ | -------------- |
| 00327 Wikidata | Boddenstraße 7 (Karte)                | Büdnerei                            |              | Weitere Bilder |
| 00326 Wikidata | Groß Zicker, Boddenstraße 14a (Karte) | Kirche                              |              | Weitere Bilder |
| 00337 Wikidata | Groß Zicker, Boddenstraße 14a (Karte) | Friedhof mit Grabstelle Helen Ernst |              | Weitere Bilder |
| 00328 Wikidata | Boddenstraße 19 (Karte)               | Katen                               |              | Weitere Bilder |
| 00330          | Groß Zicker, Boddenstraße 21 (Karte)  | Pfarrhaus                           |              | Pfarrhaus      |
| 00331 Wikidata | Boddenstraße 22 (Karte)               | Stall (Ürkvitz)                     |              | Weitere Bilder |
| 00332 Wikidata | Groß Zicker, Boddenstraße 23 (Karte)  | Stall (Westphal, Bauernhof)         |              | Weitere Bilder |
| 00332 Wikidata | Groß Zicker, Boddenstraße 23a (Karte) | Wohnhaus (Westphal, Bauernhof)      |              | Weitere Bilder |
| 00334          | Groß Zicker, Boddenstraße 33 (Karte)  | Bauernhaus                          |              | Bauernhaus     |
| 00335 Wikidata | Groß Zicker, Boddenstraße 35 (Karte)  | Pfarrwitwenhaus                     |              | Weitere Bilder |

## Lobbe
| ID           | Lage                              | Bezeichnung                                  | Beschreibung | Bild                                         |
| ------------ | --------------------------------- | -------------------------------------------- | ------------ | -------------------------------------------- |
| 420 Wikidata | Lobbe (Karte)                     | Salzhaus                                     |              |                                              |
| 421 Wikidata | Lobbe (Karte)                     | Windschöpfwerk                               |              | Weitere Bilder                               |
| 417 Wikidata | Lobbe 11 (Karte)                  | Bauernhaus (Runge-Haus) mit alter Dorfstraße |              | Bauernhaus (Runge-Haus) mit alter Dorfstraße |
| 418 Wikidata | Alt Reddevitz 20 Lobbe 20 (Karte) | Bauernhaus (Günter Heuer)                    |              |                                              |
| 419 Wikidata | Dorfstraße 23 Lobbe 23 (Karte)    | Zollhaus                                     |              |                                              |

## Mariendorf
| ID           | Lage                             | Bezeichnung | Beschreibung | Bild        |
| ------------ | -------------------------------- | ----------- | --- | ----------- |
| 429 Wikidata | Mariendorf (Karte)               | Tangscheune | | Tangscheune |
| 430          | Dorfstraße 2Mariendorf 2 (Karte) | Büdnerei    | Adresse siehe Atlas VR. (Atlas auf der Website des Landkreis). In der Denkmalliste falsch unter Middelhagen, Dorfstr 2 geführt. |             |

## Middelhagen
| ID           | Lage                      | Bezeichnung                                    | Beschreibung | Bild                        |
| ------------ | ------------------------- | ---------------------------------------------- | ------------ | --------------------------- |
| 437 Wikidata | Dorfstraße (Karte)        | Kirche                                         |              | Weitere Bilder              |
| 439 Wikidata | Dorfstraße (Karte)        | Küsterhaus (Schulmuseum)                       |              | Weitere Bilder              |
| 441 Wikidata | Dorfstraße (Karte)        | Trafohaus beim Friedhof                        |              | Weitere Bilder              |
| 435 Wikidata | Dorfstraße 21 (Karte)     | Wohnhaus (Zuckerhut Stelow)                    |              | Wohnhaus (Zuckerhut Stelow) |
| 438 Wikidata | Dorfstraße 22 (Karte)     | Kriegerdenkmal 1914/18 und 1939/45             |              | Weitere Bilder              |
| 436          | Dorfstraße 23 (Karte)     | Pfarrhof mit Wohnhaus, Stallscheune und Garten |              |                             |
| 440 Wikidata | Dorfstraße 23 (Karte)     | Backhaus (Bauernhaus)                          |              | Weitere Bilder              |
| 440 Wikidata | Dorfstraße 23 (Karte)     | Bauernhaus (Museum)                            |              | Weitere Bilder              |
| 364          | Dorfstraße 39 (Karte)     | Hallenhaus (Besch)                             |              | Hallenhaus (Besch)          |
| 364          | Dorfstraße 39 (Karte)     | Stall (Besch)                                  |              | Stall (Besch)               |
| 365          | Dorfstraße 41, 42 (Karte) | Büdnerei (Röder)                               |              | Büdnerei (Röder)            |

## Thiessow
| ID  | Lage                   | Bezeichnung    | Beschreibung | Bild           |
| --- | ---------------------- | -------------- | ------------ | -------------- |
| 756 | Hauptstraße 53 (Karte) | Lotsenwohnhaus |              | Lotsenwohnhaus |
| 755 | Hauptstraße 54 (Karte) | Lotsenwohnhaus |              | Lotsenwohnhaus |
| 755 | Hauptstraße 54 (Karte) | Stall          |              |                |

## Ehemalige Denkmale
| ID  | Lage                            | Bezeichnung | Beschreibung | Bild     |
| --- | ------------------------------- | ----------- | ------------ | -------- |
| 371 | Klein Zicker, Zum See 2 (Karte) | Wohnhaus    |              | Wohnhaus |
| 431 | Mariendorf 4 (Karte)            | Büdnerei    |              | Büdnerei |
| 432 | Mariendorf 5 (Karte)            | Büdnerei    |              | Büdnerei |

## Quelle
- Denkmalliste des Landkreises Vorpommern-Rügen